# 下條正巳
下絛 正巳（しもじょう まさみ、1915年8月26日 - 2004年7月25日）は、日本の俳優。下条 正巳の表記も用いられたが、本名の正式な表記は下絛 正巳であり、こちらの表記が用いられる場合がある。

## 来歴・人物
釜山生まれ。両親は長崎県壱岐の出身。釜山第一商業学校卒業。20歳まで釜山で育ち映画監督を志し上京。1936年、村山知義らの新協劇団に入団し、『天祐丸』で初舞台を踏む。
戦後、第2次新協劇団の創建に参加。
1951年、劇団民藝に入団。多くの舞台に出演するが、1971年に内部での対立が起こり、佐野浅夫、鈴木瑞穂、佐々木すみ江らと退団してフリーとなった。
映画・テレビドラマにも進出し、中でも『男はつらいよ』シリーズでの3代目・おいちゃん（車竜造）役は広く知られている。なお、初代・二代目と比較するとシリアス寄りのキャラクターへとなったが、これまでの森川信や松村達雄のおいちゃん役では表現しきれなかった、「普段は寅次郎に厳しく接し、親代わりとして真剣に心配している」という芝居の良さが寅さんファンの語り草の1つとなっている。一方で、初期の、おいちゃん自身も結構なダメ男であるという設定は後退した。
松竹映画を支える名脇役の1人として活躍したのち、晩年は北野武監督作品にも迎えられた。
2004年7月25日午後3時55分、膵臓がんで都内の自宅で死去。88歳没。1999年10月放送のテレビドラマ『旅立つ人と』（脚本・山田太一）が遺作となった。妻に元女優の田上嘉子、長男に俳優の下條アトムがいる。

## 出演作品

### 映画
- 結婚の生態（1941年、東宝） - 日東新聞記者
- 暴力の街（1950年）
- 真空地帯（1952年、新星映画）
- ひろしま（1953年、日教組）
- 黒い潮 （1954年、日活） - 政治部記者
- 泥だらけの青春（1954年、日活） - 北野
- 狼（1955年、近代映画協会） - 踏切の警官
- こころ（1955年、日活） - 周旋屋
- 石合戦（1955年、民芸） - 千代松
- 銀心中（1956年、日活） - 町内会長
- 神阪四郎の犯罪（1956年、日活） - 山岸
- 病妻物語 あやに愛しき（1956年、日活） - 街を歩く夫婦
- 狙われた男（1956年、日活） - 大阪寿司の主人
- 哀愁の園（1957年、日活） - 丸十の高橋
- 危険な年齢（1957年、日活） - 新聞記者
- 大学の暴れん坊 (1959年)
- 十代の恋よさようなら（1958年、日活） - 小島刑事
- 血の岸壁（1958年、日活） - 県庁麻薬官
- その壁を砕け（1959年、日活） - 相生署の刑事
- 若い傾斜（1959年、日活） - 尾崎営業部長
- 世界を賭ける恋（1959年、日活） - 北沢教授
- 「黒い落葉」より 青春を吹き鳴らせ（1959年、日活） - 編集長山内
- 才女気質（1959年、日活） - 織常
- よせよ恋なんて（1960年、日活） - 赤沢社長
- 早射ち野郎（1961年、日活） - 真山医師
- 街に気球があがる時（1961年、日活） - 大学教授
- 激流に生きる男（1962年、日活） - 野崎刑事
- 銀座の恋の物語（1962年、日活） - 医者
- さすらいの賭博師（1964年、日活） - 坂田信雄
- 証人の椅子（1965年、大映） - 安井副部長
- 真紅な海が呼んでるぜ（1965年、日活） - 原島
- 私は泣かない 81966年、日活)
- 青春ア・ゴーゴー（1966年、日活） - 増田浩の父
- 白い巨塔 （1966年、大映） - 今津教授
- 赤木圭一郎は生きている　激流に生きる男（1967年、日活） - 野崎刑事（撮影は1961年）
- 黒部の太陽（1968年、石原プロ・三船プロ） - 神田
- 孤島の太陽（1968年、日活） - 駐在
- 祇園祭（1968年、日本映画復興協会） - 山科甚兵衛
- 野獣都市 （1970年、東宝） - 教授
- 喜劇 ソレが男の生きる道（1970年、東宝） - 服部検事正
- 男はつらいよシリーズ（松竹） - 車竜造
  - 男はつらいよ 寅次郎子守唄（1974年）
  - 男はつらいよ 寅次郎相合い傘（1975年）
  - 男はつらいよ 葛飾立志篇（1975年）
  - 男はつらいよ 寅次郎夕焼け小焼け（1976年）
  - 男はつらいよ 寅次郎純情詩集（1976年）
  - 男はつらいよ 寅次郎と殿様（1977年）
  - 男はつらいよ 寅次郎頑張れ!（1977年）
  - 男はつらいよ 寅次郎わが道をゆく（1978年）
  - 男はつらいよ 噂の寅次郎（1978年）
  - 男はつらいよ 翔んでる寅次郎（1979年）
  - 男はつらいよ 寅次郎春の夢（1979年）
  - 男はつらいよ 寅次郎ハイビスカスの花（1980年）
  - 男はつらいよ 寅次郎かもめ歌（1980年）
  - 男はつらいよ 浪花の恋の寅次郎（1981年）
  - 男はつらいよ 寅次郎紙風船（1981年）
  - 男はつらいよ 寅次郎あじさいの恋（1982年）
  - 男はつらいよ 花も嵐も寅次郎（1982年）
  - 男はつらいよ 旅と女と寅次郎（1983年）
  - 男はつらいよ 口笛を吹く寅次郎（1983年）
  - 男はつらいよ 夜霧にむせぶ寅次郎（1984年）
  - 男はつらいよ 寅次郎真実一路（1984年）
  - 男はつらいよ 寅次郎恋愛塾（1985年）
  - 男はつらいよ 柴又より愛をこめて（1985年）
  - 男はつらいよ 幸福の青い鳥（1986年）
  - 男はつらいよ 知床慕情（1987年）
  - 男はつらいよ 寅次郎物語（1987年）
  - 男はつらいよ 寅次郎サラダ記念日（1988年）
  - 男はつらいよ 寅次郎心の旅路（1989年）
  - 男はつらいよ ぼくの伯父さん（1989年）
  - 男はつらいよ 寅次郎の休日（1990年）
  - 男はつらいよ 寅次郎の告白（1991年）
  - 男はつらいよ 寅次郎の青春（1992年）
  - 男はつらいよ 寅次郎の縁談（1993年）
  - 男はつらいよ 拝啓車寅次郎様（1994年）
  - 男はつらいよ 寅次郎紅の花（1995年）
- 同胞 （1975年、松竹） - 小柳文治
- 鴎よ、きらめく海を見たか めぐり逢い（1975年、ATG） - カツオの隣人
- 八つ墓村 （1977年、松竹） - 工藤校長
- 俺たちの交響楽（1979年、松竹） - 中村
- 兎の眼 （1979年、新星映画） - バク爺さん
- 典子は、今（1981年） ‐ 松崎校長
- あゝ野麦峠 新緑篇（1982年） ‐ 沖名梅太郎
- 夜叉 （1985年、東宝） - ミナミの組長
- キネマの天地 （1986年、松竹） - 島田庄吉
- 優駿 ORACION （1988年、フジテレビ） - 誠の主治医
- つぐみ（1990年、松竹） - 医師
- 教祖誕生 （1993年、ライトヴィジョン） - 初代教祖
- キッズ・リターン （1996年、オフィス北野） - ヤクザの親分
- 虹をつかむ男 （1996年、松竹） - 村長
- 機関車先生（1997年、フジテレビ） - 佐古周一郎 ※声の出演

### テレビドラマ
- 礫茂左衛門（1953年、NHK総合） - 月野夜仁右衛門
- 神隠しにされた馬（1953年、NHK総合）
- 山荘太夫（1953年、日本テレビ）
- 特ダネをにがすな!（1956年、KRT）
- 私だけが知っている（NHK総合）
  - 三等寝台事件（1957年） - 中神蝉三
  - 屋根（1957年） - 加三郎
  - 墜落（1958年）
  - ノックアウト（1958年）
  - 遺産（1958年）
  - 窓（1959年）
  - 一心さま（1959年）
- 民芸アワー / 旗岡巡査（1958年、日本テレビ）
- 怪人二十面相（1958年、日本テレビ）
- 東芝日曜劇場[3]（TBS）
  - 第66話「吉葉山物語」（1958年）
  - 第88話「敏腕記者」（1958年）
  - 第226話「露草のように」（1961年）
  - 第260話「囮」（1961年）
  - 第325話「河豚」（1963年）
  - 第330話「霙」（1963年）
  - 第337話「日蔭の家」（1963年）
  - 第368話「ほくろの女」（1963年）
  - 第405話「いくじなし」（1964年）
  - 第453話「花火」（1965年）
  - 第582話「娘のゆくえ」（1968年）
  - 第627話「神さま生命をください」（1968年）
  - 第657話「手のなかの日々」（1969年）
  - 第660話「24才その8」（1969年）
  - 第686話「海はあおいか」（1970年）
  - 第696話「天国の父ちゃんこんにちはその12」（1970年） - 眼科医
  - 第712話「酒場の扉」（1970年）
  - 第721話「女と味噌汁その17」（1970年）
  - 第722話「お別れよ」（1970年）
  - 第727話「箱庭の雨」（1970年）
  - 第829話「田園交響楽」（1972年）
  - 第840話「春の恋」（1973年）
  - 第857話「つゆのひぬま」（1973年）
  - 第891話「春の別れ」（1974年）
  - 第906話「恋人」（1974年） - 父親
  - 第929話「ちゃん」（1974年）
  - 第1026話「幸子の恋」（1976年）
  - 第1030話「夏の名残り」（1976年）
  - 第1239話「嫁さん」（1980年）
  - 第1249話「愛の交差点」（1980年）
  - 第1262話「おっきいちゃん」（1981年） - 勘治
  - 第1290話「三代の嫁どの」（1981年）
  - 第1312話「花は花」（1982年）
  - 第1412話「ほうじ茶をいれてください」（1984年）
  - 第1500話「花のこころ」（1985年）
  - 第1646話「早朝電車」（1988年）
  - 第1679話「忘れ物」（1989年）
  - 第1681話「日曜日には麻雀を」（1989年）
- ダイヤル110番 第43話「サンダル」（1958年、日本テレビ）
- お好み日曜座（NHK総合）
  - はるあき（1958年）
  - ちゃん（1959年）
  - 最後の鎧武者（1959年）
  - 命美わし（1959年）
  - 鯨にのってきた男（1959年）
- ヤシカゴールデン劇場 / 研究室（1958年、日本テレビ）
- ここに人あり（NHK総合）
  - 第94話「バラを殺す」（1959年）
  - 第100話「愛のテープレコーダー」（1959年）
  - 第106話「晴れ間」（1959年）
  - 第117話「黒い芽」（1959年）
  - 第122話「チャルメラとくず籠」（1960年）
  - 第159話「親ごころ」（1960年）
  - 第168話「わが友よ」（1961年）
- 東芝家族劇場 第17話「娘の手紙」（1959年、NET）
- 東芝土曜劇場（フジテレビ）
  - 第15話「一生に一度」（1959年）
  - 第81話「殺される男」（1960年）
  - 第146話「検事の新妻」（1962年）
  - 第157話「未亡記事」（1962年）
- ドキュメンタリードラマ・裁判 / 火の誘惑（1959年、KR）
- ミステリー影（毎日放送）
  - 失われた恋の始末（1959年）
  - 奇妙な花束（1959年）
  - 不吉な奴（1959年）
  - 死者の設計（1960年）
- サンヨーテレビ劇場（KR）
  - ペツペツ教（1959）
  - 先祖伝来（1960年）
- テレビ劇場（NHK総合）
  - 海峡のうた（1959年）
  - ささやまなものを（1961年）
- 慎太郎ミステリー・暗闇の声 / 猿の手（1959年、KR）
- 雑草の歌（KR）
  - 第105話「つつましき麦」（1960年）
  - 第106話「母の背にも春風を」（1960年）
  - 第119話「社会復帰学校」（1960年）
  - 第122話「日本脳炎」（1960年）
  - 第125話「鏡の中の子ら」（1960年）
- 東レサンデーステージ（日本テレビ）
  - 第7話「最後の大本営発表」（1960年）
  - 第45話「石庭」（1961年）
  - 第56話「脚」（1961年）
- スリラー劇場・夜のプリズム 第87話「ツイテない男」（1960年、日本テレビ）
- NECサンデー劇場（NET）
  - 女殺油地獄（1960年）
  - 晩菊（1960年）
  - 太陽の子（1961年）
  - 生きて愛して死んだ（1961年）
- 夫婦百景（日本テレビ）
  - 第152話「端境期の夫婦」（1961年）
  - 第224話「女房怪談」（1962年）
  - 第252話「実り夫婦」（1963年）
- テレビ指定席（NHK総合）
  - 危険な関係（1961年）
  - しあわせ（1961年）
  - 輪禍（1962年）
  - 歪みの結晶（1962年）
  - 強情っ張り（1964年）
  - 木（1965年）
- プリンススリラー劇場 / 悪魔はここに（1961年、フジテレビ）
- わが家はみどり（1961年、東海テレビ）
- おかあさん（TBS）
  - 第96話「ふたつ扇」（1961年）
  - 第104話「雪の涯」（1961年）
  - 第177話「ある偶像」（1963年）
  - 第263話「港が見える丘」（1964年）
  - 第394話「灯のある窓」（1967年）
- 女の園 第21話「幻想画」（1962年、NHK総合）
- 短い短い物語 第32話「思い出よ今晩は」（1962年、NET）
- 指名手配 第135・136話「兄弟」（1962年、NET）
- 結婚（1962年、フジテレビ）
- 松本清張シリーズ・黒の組曲（NHK総合） 
  - 第10話「空白の意匠」（1962年） - 植木
  - 第40話「影」（1963年） - 編集者江木
- 名作推理劇場 / 晩餐後の筋書き（1962年、NET）
- 近鉄金曜劇場（TBS）
  - やきもの師（1963年）
  - 月夜の傘（1965年）
  - 知恵の輪（1966年）
- シャープ火曜劇場 第81話「まごころ」（1963年、フジテレビ） - 有賀有三
- 大河ドラマ（NHK総合）
  - 花の生涯（1963年） - 三浦北庵 ※現存する映像が第1回しかないが、その中に出演している
  - 赤穂浪士（1964年） - 三国屋市左衛門
  - 三姉妹（1966年） - 医者
  - 樅ノ木は残った（1970年） - 河野道円
  - 新・平家物語（1972年） - 藤原時信
  - 国盗り物語（1973年） - 長井藤左衛門利安
  - 元禄太平記（1975年） - 内田三郎右衛門
  - 花神（1977年） - 河合代右衛門
- 判決 第41話「やさしき妻の睡り」（1963年、NET）
- 創作劇場 / 天使とペテン師（1963年、NHK総合）
- 七人の刑事 第115話「長い休暇」（1963年、TBS）
- ポーラテレビ小説（TBS）
  - 花嫁はブロンド（1963年）
  - 安ベエの海（1969年 - 1970年） - 田口康明
  - 薩摩おごじょ（1973年）
  - わたしは燁（1974年 - 1975年）
- 虹の設計（1964年 - 1966年、NHK総合）
- 松本清張シリーズ / 張込み（1966年、関西テレビ） - 下岡
- 剣 第39話「無分別は見越しの木登り」（1968年、日本テレビ）
- 元禄一代女（1968年、朝日放送）
- NHK劇場（NHK総合）
  - 雨（1968年）
  - 幻の魚の群（1969年）
- 颱風とざくろ（1969年、日本テレビ）
- 孔雀の道（1970年、NHK総合） ‐ 北杉医師
- ゼロの焦点（1971年、NHK総合） - 鵜原宗太郎
- コートにかける青春（1971年、フジテレビ）
- 小さな恋のものがたり（1972年、日本テレビ）
- 必殺仕掛人 第14話「掟を破った仕掛人」（1972年、朝日放送） - 井島玄斎
- 邪教霊験記（12ch）
- 真昼の月（1972年、東海テレビ）
- 特別機動捜査隊 第571話「歪んだ誘惑」（1972年、NET）
- 大江戸捜査網 （12ch・三船プロ）
  - 第56話「さすらい殺法乱れ斬り!」（1972年）
  - 第363話「江戸っ子魚屋の世継ぎ騒動」（1978年） - 大月頼母
  - 第456話「娘魚屋五万石の涙」（1980年） - 亀石伊予守正次
- 遠山の金さん捕物帳 第134話「過去を失った男」（1973年1月28日、NET） - 渡海屋吉蔵
- 太陽にほえろ!（日本テレビ・東宝）
  - 第29話「奪われたマイホーム」（1973年） - 寺川
  - 第277話「身代り」（1977年） - 雨坪
  - 第332話「冬の訪問者」（1978年）- 石塚幸吉
  - 第665話「殉職刑事たちよ、やすらかに」（1985年） - 石塚幸吉
- 緊急指令10-4・10-10　第22話「少女と花と天国」（1972年、NET） - 和泉
- 銀座わが町（1973年、NHK総合）
- ありがとう 第3シリーズ（1973年、TBS・テレパック） - 新堀立夫
- 婚期（1973年、TBS）
- 科学捜査官 第13話「顔が二つある女」（1973年、関西テレビ）- 津村
- 伝七捕物帳 第17話「うらみ殺し矢」（1974年、日本テレビ）- 久造 役
- 白い地平線（1975年、TBS）
- 残りの雪（1975年、12ch）
- 太陽ともぐら（1975年、フジテレビ）
- 剣と風と子守唄 第24話「小さな突撃隊」（1975年、日本テレビ） - 市来庄左衛門
- 俺たちの旅（1976年2月1日、日本テレビ）- 久原千吉
- 円盤戦争バンキッド（1976年 - 1977年、日本テレビ） - 宇崎巌
- 俺たちの朝 第27話「うなぎと未婚の母と愛してます」（1977年、日本テレビ） - ケイコの父
- 乱れる（1977年、TBS）
- あにき（1977年、TBS） - 入江
- 球形の荒野（1978年、フジテレビ） - 滝良精
- 水戸黄門（TBS・C.A.L）
  - 第9部 第9話「黄門さまの父子裁き・弘前」（1978年10月2日） - 池田屋庄兵衛
  - 第14部 第18話「人情紅花夫婦染・米沢」（1984年2月27日） - 山形屋精造
- 白い巨塔 （1978年、フジテレビ）　- 竹谷教造
- 横溝正史シリーズII・仮面劇場 （1978年、毎日放送・東宝） - 鈴木医師
- 幻の花嫁 （1979年、TBS）
- たとえば、愛（1979年、TBS） ‐ 南雲庄一
- 不毛地帯（1979年、毎日放送） - 香川大佐
- 噂の刑事トミーとマツ 第31話「トミマツまっ青、女の激突」（1980年、TBS・大映テレビ） - 元金庫破り名人・平助じいさん
- Gメン'75 第247話「午前0時の漂流死体」（1980年、TBS・東映） - 江口徹
- 旅がらす事件帖 第10話「夕陽に背をむけた女」（1980年、関西テレビ） - 仁兵衛
- 松本清張シリーズ・天才画の女（1980年、NHK総合） - 大江信太郎
- 戦後史実録シリーズ 空白の900分 -国鉄総裁怪死事件- （1980年、NHK総合）- 東大法医学部教授
- 土曜ワイド劇場 / 松本清張の地の骨（1980年、テレビ朝日・東宝） - 上条康彦
- 気になる天使たち（1981年、フジテレビ）
- 連続テレビ小説 本日も晴天なり（1981年、NHK総合） - 政久
- 時代劇スペシャル 日本犯科帳・隠密奉行 金沢編（1981年、フジテレビ・東映） - 丈斉
- 悦子逆転（1982年、東海テレビ）
- 愛を裁けますか（1982年、毎日放送）
- 君は海を見たか（1982年、フジテレビ） - 木口博士
- 御宿かわせみ 真野響子版（1982年、NHK総合）
- 本陣殺人事件 三本指で血塗られた初夜（1983年、TBS） - 久保銀造
- 西部警察 PART-III（テレビ朝日）
  - 第9話「白銀に消えた超合金X ! - 福島・前篇 -」、第10話「雪の会津山岳決戦 ! - 福島・後篇 -」（1983年） - 大谷教授
- 風にむかってマイウェイ（1984年、TBS） - 中山先生
- 特捜最前線 第347話「暗闇へのテレフォンコール」（1984年、ANB・東映） - 杉田
- 月曜ワイド劇場（テレビ朝日）
  - 乳房切断 一枚のカルテが女性を失格させた!（1984年、東宝映像）
- 土曜ワイド劇場（テレビ朝日）
  - 七年待った妻・裸女モデル殺人事件（1984年、朝日放送・大映テレビ）
- 裸の大将（関西テレビ・東阪企画）
  - 第14話「帰って来た裸の大将放浪記」（1984年） - 先生
  - 第45話「清の「カラスなぜ啼くの…」」（1990年） - 豊造
- 気分は名探偵 第5話「おじいちゃんの秘密？」（1984年、日本テレビ・ユニオン映画） - 坂田幸作
- 一休さん・喝! 第5話「金庫破りの(秘)大作戦 少年を救え」（1986年、テレビ東京）
- ドラマ人間模様 友だち （1987年、NHK） - 山本一作
- 六本木ダンディーおみやさん 第7話（1987年、朝日放送） - 源田喜三郎
- 銀河テレビ小説（NHK総合）
  - 素晴らしき帰郷（1988年） - 野宮弥平
- 土曜ドラマ（NHK総合）
  - 恋愛模様（1990年） - 武内豊高
- 愛のミチコ（1990年3月28日、日本テレビ）
- 世にも奇妙な物語 / 人面草（1990年9月13日、フジテレビ） - 牧村龍介
- 水曜ドラマ マダム・りん子の事件帖（1991年、NHK総合） - 岩船糺
- 火曜サスペンス劇場 / 女弁護士高林鮎子9・北の街小樽に消えた女（1991年4月9日、日本テレビ・東映） - 花村弁護士 役
- 検事・若浦葉子 第1話「心の扉を開ける鍵・時効不成立!母子の歪んだ絆が生む幼児殺害事件」（1991年、日本テレビ・テレパック）
- 許されぬ唄（1992年、CBC）
- 夏子の酒（1994年、フジテレビ） - 山田信助
- 長男の嫁（1994年、TBS） - 中村源一郎
- 大家族ドラマ 嫁の出る幕（1994年、テレビ朝日） - 近藤社長
- 長男の嫁2 実家天国（1995年、TBS） - 源為雄
- ジューン・ブライド（1995年、TBS）- 財場大吾
- 白線流し（1996年3月14日、フジテレビ） - 田沼源五郎
- 僕が僕であるために（1997年、フジテレビ） ‐ 唐木善送
- '98新春ドラマスペシャル・味いちもんめ（1998年、テレビ朝日） - 北野竹次郎
- 旅立つ人と（1999年10月29日、フジテレビ） ※遺作

### ラジオドラマ
- 灰色の部屋（NHKラジオ第1）
  - 影なき女（1952年）
  - 山小屋（1952年）
  - 舶来巾着切（1952年）
  - 黄昏の告白（1953年）
- いつでん男は（1964年、NHKラジオ第1）
- 島（1964年、NHKラジオ第1）
- 袴垂れはどこだ（1964年、NHKラジオ第1）
- 何処かにか歌うもの（1964年、ニッポン放送）
- ミイラ志願（1964年、TBSラジオ）
- 狂ったオルゴール（1965年、TBSラジオ）
- はるあはれ（1965年、NHKラジオ第1）
- 片目ノオ猿ノオ国（1965年、TBSラジオ）
- 蝶の夢（1965年、NHKラジオ第1）
- 聴耳頭巾（1965年、NHKラジオ第1）
- 私の眼（1966年、TBSラジオ）

### 舞台
- 五稜郭血書（1952年、民藝） - 箱館府兵
- セールスマンの死（1954年、民藝） - チャーレェ
- 常盤炭田（1954年、民藝） - 朴世哲
- 闇の力（1954年、民藝） - 巡査
- 大和の村（1955年、民藝） - 荒木一郎
- ヴィルヘルム・テル（1955年、民藝） - バウムガルテン
- 女の声（1955年、民藝） - 赤松
- 西の国の人気者（1955年、民藝） - フィリイ
- 遠い凱歌（1956年、民藝） - 清四郎
- アンネの日記（1956年、民藝） - デュッセル
- 島（1957年・1958年、民藝）
- 人形の家（1958年、民藝）
- 法隆寺（1958年、民藝） - 栗原真覚
- 夜の季節（1959年、民藝）
- どん底（1960年、民藝）
- 時と緋笠一家（1960年、民藝）
- イルクーツク物語（1960年、民藝）
- 火山灰地（1961年、民藝）
- るつぼ（1962年・1963年、民藝）
- 狂気と天才（1963年、民藝）
- アンネの日記（1964年、民藝）
- 人質（1964年、民藝）
- 開かれた処女地（1965年、民藝）
- ゴドーを待ちながら（1965年、民藝）
- セールスマンの死（1966年、民藝）
- オットーと呼ばれる日本人（1966年、民藝）
- アンネの日記（1967年、民藝）
- 白い夜の宴（1967年、民藝）
- 汚れた手（1967年・1968年、民藝）
- ワッサ・ジェレズノーワ（1968年、民藝）
- 炎の人（1969年、民藝） - ヴェルネ
- あゝ野麦峠（1970年、民藝）
- もう一人のヒト（1970年、民藝）
- アンネの日記（1970年、民藝）
- 神の代理人（1971年、民藝）
- るつぼ（1971年、民藝）

### CM
- ダイハツ ミラ（1992年頃）

### オリジナルビデオ
- 実相寺昭雄の不思議館『漁火』（1992年、バンダイビジュアル）